# Jean-Paul Bergeron
Pour les articles homonymes, voir Bergeron.
Jean-Paul Bergeron, né le 21 octobre 1947 à Saint-Alexandre, est un homme politique et enseignant québécois, député de Iberville à l'Assemblée nationale du Québec sous la bannière du Parti québécois de 1998 jusqu'aux élections de 2003, pendant lesquelles il est défait par le candidat libéral Jean Rioux.

## Biographie

### Jeunesse
Jean-Paul Bergeron naît à Saint-Alexandre, en Montérégie, en 1947. En 1969, il obtient un baccalauréat en pédagogie à l'Université de Montréal. En 1988, il reçoit un certificat en informatique de l'Université du Québec à Montréal (UQAM), puis sa maîtrise en éducation en 1995, à l'UQAM aussi. 
De 1969 à 1998, il est professeur de mathématiques au secondaire et est chargé de cours à l'université TÉLUQ de 1979 à 1981. 
Bergeron est président du comité scolaire de l'École Présentation-de-Marie à Marieville de 1990 à 1992 et fait partie du conseil d'administration du réseau des bibliothèques de la Montérégie de 1993 à 1994. De 1993 à 1997, il est président de l'Assemblée de fabrique de la paroisse de Sainte-Angèle-de-Monnoir.

### Carrière politique
Jean-Paul Bergeron est élu dans la circonscription d'Iberville en 1998, mais est défait par Jean Rioux en 2003 de 921 voix,.

### Après la vie politique
En 2006, il devient attaché politique du député du Bloc québécois Christian Ouellet.

## Résultats électoraux
|                                                                                               | Nom                          | Parti               | Nombre de voix | %      | Maj. |
| --------------------------------------------------------------------------------------------- | ---------------------------- | ------------------- | -------------- | ------ | ---- |
|                                                                                               | Jean Rioux                   | Libéral             | 12 106         | 39,1 % | 921  |
|                                                                                               | Jean-Paul Bergeron (sortant) | Parti québécois     | 11 185         | 36,2 % | -    |
|                                                                                               | Lucille Méthé                | Action démocratique | 6 731          | 21,8 % | -    |
|                                                                                               | Michel Thiffeault            | Bloc pot            | 376            | 1,2 %  | -    |
|                                                                                               | Benoit Lapointe              | Vert                | 298            | 1 %    | -    |
|                                                                                               | Guillaume Tremblay           | UFP                 | 229            | 0,7 %  | -    |
| Total                                                                                         | Total                        | Total               | 30 925         | 100 %  |      |
| Le taux de participation lors de l'élection était de 73,8 % et 454 bulletins ont été rejetés. |                              |                     |                |        |      |

|                                                                                               | Nom                 | Parti               | Nombre de voix | %      | Maj.  |
| --------------------------------------------------------------------------------------------- | ------------------- | ------------------- | -------------- | ------ | ----- |
|                                                                                               | Jean-Paul Bergeron  | Parti québécois     | 17 657         | 47 %   | 4 412 |
|                                                                                               | Sylvain Lapointe    | Libéral             | 13 245         | 35,3 % | -     |
|                                                                                               | Stéphanie Deslandes | Action démocratique | 6 412          | 17,1 % | -     |
|                                                                                               | André Davignon      | Marxiste-léniniste  | 227            | 0,6 %  | -     |
| Total                                                                                         | Total               | Total               | 37 541         | 100 %  |       |
| Le taux de participation lors de l'élection était de 81,3 % et 492 bulletins ont été rejetés. |                     |                     |                |        |       |